# Perkebunan Petatal
Perkebunan Petatal is een bestuurslaag in het regentschap Batu Bara van de provincie Noord-Sumatra, Indonesië. Perkebunan Petatal telt 1413 inwoners (volkstelling 2010).